# Hystriomyia nigrosetosa
Hystriomyia nigrosetosa är en tvåvingeart som beskrevs av Zimin 1931. Hystriomyia nigrosetosa ingår i släktet Hystriomyia och familjen parasitflugor. Inga underarter finns listade i Catalogue of Life.